# Gastornithidae
Gastornithidae é uma família extinta de aves da ordem Gastornithiformes. Seus restos fósseis foram encontrados do Paleoceno Superior ao Eoceno Médio na Ásia, Europa e América do Norte.

## Classificação
- Família Gastornithidae Fürbringer, 1888 [= Diatrymatidae]
  - Gênero Gastornis Hébert, 1855
    - Gastornis giganteus Cope, 1876 (outrora Diatryma gigantea)
    - Gastornis parisiensis Hébert, 1855
    - Gastornis russeli Martin, 1992
    - Gastornis sarasini (Schaub, 1929)
    - Gastornis geiselensis Fischer, 1978
    - Gastornis xichuanensis Hou, 1980 (outrora Zhongyuanus xichuanensis)